# جیانین اندروسی
جیانین اندروسی (انگلیسی: Giannin Andreossi; ۲ ژوئیهٔ ۱۹۰۲ – ۱ ژانویهٔ ۲۰۰۰) بازیکن هاکی روی یخ اهل سوئیس بود.